# Cordylomera karschi
Cordylomera karschi es una especie de escarabajo longicornio del género Cordylomera, tribu Phoracanthini, subfamilia Cerambycinae. Fue descrita científicamente por Quedenfeldt en 1883.

## Descripción
Mide 10-16 milímetros de longitud.

## Distribución
Se distribuye por Angola, Botsuana, Mozambique, República Democrática del Congo, República de Sudáfrica, Tanzania, Zambia y Zimbabue.